# Пожары в Москве

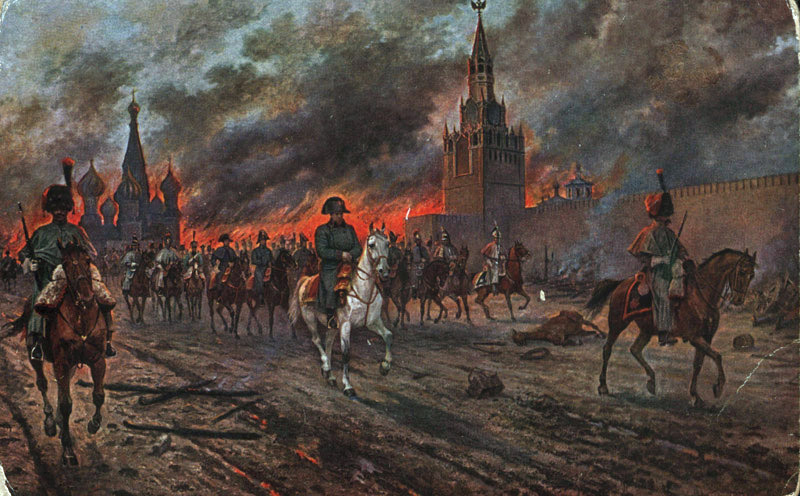
Картина Виктора Мазуровского «Московский пожар (1812)»

Пожа́ры в Москве́ — горения, происходившие в Москве на протяжении её истории. От частых пожаров в городе погибло много людей. Нередко огонь занимал целые районы, которые приходилось заново восстанавливать. Причинами возгораний были нападения неприятелей, поджоги, неосторожность, а также жара, засуха и другие стихийные бедствия. Во время московских пожаров погибло много архивов, документов и других важных исторических источников.
Первый зафиксированный в письменных источниках пожар случился в Москве в 1177 году в результате нападения рязанского князя Глеба. В XIII—XIV веках Москву поджигали ордынские захватчики, в Смутное время — поляки. Вплоть до XIX века в Москве преобладала деревянная застройка, способствовавшая распространению огня. После пожара 1812 года и окончания Отечественной войны центр города стал застраиваться каменными зданиями. После этого масштабные возгорания стали происходить реже, их заменили локальные и сложные случаи возгорания, как, например,  пожар в крупнейшей в стране гостинице «Россия» 25 февраля 1977 года или пожар на высоте 460 метров в Останкинской телебашне 27 августа 2000 года.
На протяжении долгого времени обязанность по тушению пожаров лежала на самих горожанах, назначали по одному дежурному на десять и больше дворов. В XVII веке пожарами занимался Земский приказ, а в XVIII веке тушить возгорания помогали солдаты Московского гарнизона. В 1804 году для борьбы с огнём была создана специальная пожарная охрана.
После выгораний столица обычно восстанавливалась в короткие сроки. Так, в XVI—XVII веках в Москве была принята массовая заготовка типовых деревянных домов. В некоторых случаях государство компенсировало постройку новых зданий, восстановление церквей и монастырей.

## XII век

Памятник Юрию Долгорукому на Тверской площади в Москве, 2005 год

Москва была подвержена частым вражеским нападениям и пожарам. На протяжении двухсот лет на Руси продолжались междоусобные войны, из-за которых страдали деревянные постройки города. Первое крупное возгорание произошло в Москве в 1177 году, спустя тридцать лет после того, как Юрий Долгорукий «заложи град Москву». Трагедия случилась во время нашествия половцев вместе с рязанским князем Глебом, воевавшим с владимиро-суздальским князем Всеволодом Большое Гнездо. Войска рязанского князя «пожже город весь и села», первые стены города выгорели, но вскоре были восстановлены вновь.

## XIII век
В летописях, как правило, упоминаются лишь крупные возгорания. На самом деле пожары в деревянной Москве случались гораздо чаще — каждые три-четыре года. Бедствиям способствовали нашествия неприятелей и сильная засуха. Согласно летописям, засуха 1224 года совпала с начавшимися набегами татаро-монгол, во время которых сжигались русские города.
Следующий крупный пожар произошёл в Москве в 1238 году во время нападения монголов. Тогда Москва являлась уже довольно сильным и процветающим городом с собственным войском и была обнесена дубовым тыном. В районе 15 января войска Батыя подошли к Москве и, по данным персидского учёного Рашид ад-Дина, взяли город после пятидневной осады. Во время осады «град и церкви святыя огневи предаша и манастыри вси и села пожгоша». Батый взял в плен великокняжеского сына Владимира Юрьевича, убил воеводу Филиппа Нянку и множество мирных жителей, «град же Москву созже и весь до конца разорил, людей же всехъ и до младенецъ посекоша». Таким образом, к 20 января 1238 года Москва с близлежащими сёлами и монастырями была сожжена и разграблена. По летописному свидетельству, после пожара прошёл сильный ливень.
Взяша Москву татарове, и воеводу убиша Филипа Нянка за правоверную хрестьянскую веру, а князя Володимера яша руками, сына Юрьева, а люди избиша от старьца и до сущаго младенца; а град и церкви святыя огневи предаша, и манастыри вси и села пожгоша и много именья вземше отъидош.Лаврентьевская летопись
После нашествия Москву быстро восстановили, а её население увеличилось из-за притока беженцев из местностей, разорённых Батыем во время западного похода 1236—1242 годов. Несмотря на это, прежних границ и расцвета город достиг только к началу XIV века. В 1940-е годы археологи под руководством Михаила Рабиновича проводили археологические раскопки местности, подтвердившие летописные записи о пожарах. В Зарядье был найден тонкий слой угля и золы, отнесённый учёными к событиям 1238 года.
В конце столетия татары вновь напали на страну. Москва в числе других городов северо-восточной Руси была сожжена и разграблена во время похода ордынского полководца Тудана (в русских летописях — Дюдень) в 1293 году. Спустя семь лет, в 1300-м, город сгорел вновь.

## XIV век

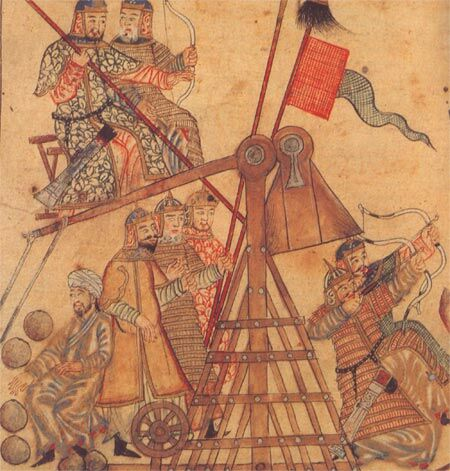
Тяжеловооружённые монгольские воины с осадным орудием. Миниатюра из хроники Рашид ад-Дина, около 1307 года

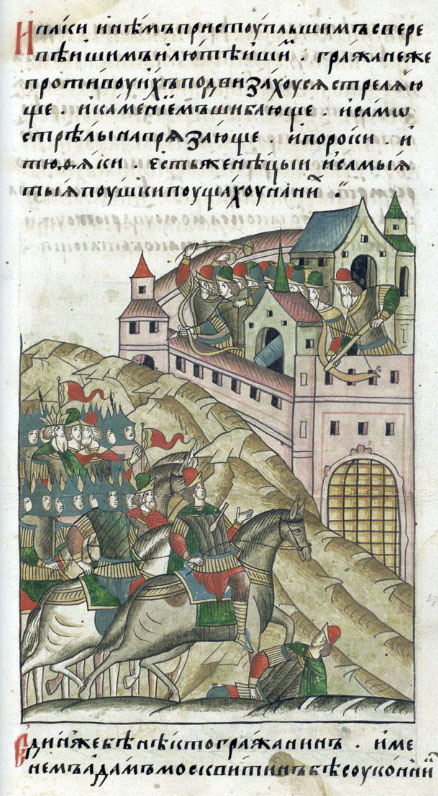
Изображение осады Москвы войсками Тохтамыша. Лицевой летописный свод, XVI век

По мнению историка Михаила Тихомирова, главной причиной пожаров средневековой Москвы была скученность деревянных построек. Археологические раскопки и старые планы указывают на тесное расположение жилых и хозяйственных строений. Распространению огня способствовали также узкие вымощенные деревом улицы. В то время древесина являлась очень дешёвым и доступным строительным материалом, а кирпичное производство ещё не было распространено. Огонь затихал, встретив естественные преграды: болотистые и малозаселённые места с огородами. Чаще всего пожары возникали летом, в сухую погоду. Летописные источники более подробно рассказывают о возгораниях и эпидемиях, чем о внутренней жизни города XIV века. Пожары освещаются как великие бедствия, затрагивающие все слои населения.
Возгорания в Москве были настолько привычным явлением, что 100—200 сгоревших домов не называлось пожаром. Огонь, охвативший несколько тысяч дворов, жители не старались потушить, а спасали детей и ценное имущество и потом перебирались на новое место. В древнерусский период ни вече, ни княжеская власть не занимались противопожарными мерами, только рекомендовали быть осторожнее, но виновников жестоко карали. Систематические противопожарные мероприятия и указы появились в XIV—XVII веках вместе с централизованным государством.
В 1300 году по распоряжению первого московского князя Данилы Александровича город был обнесён деревянным тыном. Крепостные стены назывались тогда «кремником» или кремлём. Огонь 3 мая 1331 года сжёг эту защиту: «…бысть пожар на Москве, погоре город Кремль». Это стало первым зафиксированным московским пожаром XIV века.
Следующий московский пожар 1335 года упоминается только в Новгородской летописи: «…по грехом нашим бысть пожар на Руси, погоре город Москва». 3 июня 1337 года в городе возникло новое возгорание, в котором «згорело церквей 18» и «множество дворов». Новгородский летописец упоминает, что после пожара прошёл ливень, подтопивший погреба и испортивший многое спасённое имущество. В ноябре 1339-го князь Иван Калита приказал заложить в Москве новую крепость, а в 1343 году «мая 31, погоре город Москва, церквей погорело 28, в пятнадцать лет се на Москве уже 4-й пожар бысть великий». Ряд исследователей считает, что возросшее число пострадавших в пожаре зданий указывает на крупное каменное и деревянное строительство.
В середине века от пожара дважды пострадал Кремль. В 1354 году новгородская летопись наряду с вологодским и витебским пожарами упоминает московский: «…по грехом нашим бысть пожар в Руси», огонь распространился за два часа на Замоскворечье и посады.
Летом 1365 года многие области Руси поразила засуха и, как следствие, стали распространяться пожары. Пожар этого года в Москве называли Всесвятским, так как он возник в церкви Всех Святых к западу от Кремля: «Пожар бысть на Москве, бе же тогда сухмень и зной велицы, возста же тогда и буря с вихрем силна зело, и размета огнь повсюду и много людей поби и пожже, и вся погоре и безвести бысть, и той зовется великий пожар, еже от Всея Святых начася и разыдеся ветром и вихрем повсюду». Распространению огня способствовала буря с сильным ветром. В пожаре сгорели крепостные дубовые стены и прочие кремлёвские постройки, дворы и посады в других районах. Летописец описывал бедствие: «…преже бо не бывал таков пожар, от него же избави господи и в предняа лета». После этого пожара молодой князь Дмитрий Донской решил обнести Москву белокаменной крепостью, чтобы противостоять неприятелю и стихии. Зимой 1366-го «князь великый Димитрей Ивановичь, погадав с братом своим с князем с Володимером Андреевичем и со всеми бояры старейшими и сдумаша ставити город камен Москву, да еже умыслиша, то и сотвориша». Через год Московский Кремль был уже перестроен в белый камень с башнями и воротами. Поздней осенью 1368 года к стенам Москвы подступило войско великого князя литовского Ольгерда. Окружённый новой каменной оградой, город выдержал осаду, однако существенно пострадал от поджогов отступающего войска.
В 1382 году Москва подверглась крупному разрушению во время нападения золотоордынского хана Тохтамыша. Князь Дмитрий Донской был в отъезде, собирая войско в Костроме. Пользуясь его отсутствием, из города уезжали бояре и богатые москвичи. В ходе начавшегося восстания власть захватило вече. Осада Кремля монголо-татарским войском началась 23—24 августа, через два дня, поддавшись на уговоры, оставшиеся бояре, священнослужители и зажиточные посадские люди решили открыть городские ворота неприятелю. Ордынцы «град огнем запалиша, а товары и богатство все разграбиша», город был «взят и пожжен, не видети иного ничегоже, разве дым и земля, и трупиа мертвых лежаща; а церкви святыя запалены быша и падошася, а каменыя стояша, выгоревша внутри и огоревша вне». По другой версии, москвичи сами сожгли свой город. В этом пожаре пропали важные документы, летописи и рукописи. Вернувшийся князь Дмитрий Донской выделил 300 рублей за погребение 24 тысяч погибших (согласно другим источникам, разбой Тохтамыша унёс не менее 60 тысяч жителей). После опустошительного нашествия город был быстро восстановлен и заново заселён. События «Тохтамышева разорения» нашли отражение в народном фольклоре, например в «Повести о нашествии Тохтамыша».
Несколько крупных пожаров случилось во время правления Василия, сына Дмитрия Донского. 21 июля 1389 года «загореся на Москве внутри града церковь Святого Афанасия по обеде, и мало не весь город Кремль погоре, по вечерни же едва угасиша». Летописи называют виновника следующего пожара, случившегося в столице через год: «…в Петрово говенье, месяца июня в 22 день, бысть пожар на Москве, загореся от Аврама Арменина и несколько тысящь дворов згоре и много зла бысть христианом». С полудня до начала ночи огонь повредил несколько тысяч домов. Летом 1395-го в том же посаде вновь сгорело несколько тысяч дворов.
Новая причина пожаров XIV века — дымный порох для пушек, которые были завезены при Василии Дмитриевиче для обороны Москвы от войск Тохтамыша. Порох стали готовить в столице, появились пороховые избы и склады, где постоянно происходили возгорания, сильный пожар по причине дымного пороха был отмечен в 1400 году.

## XV век

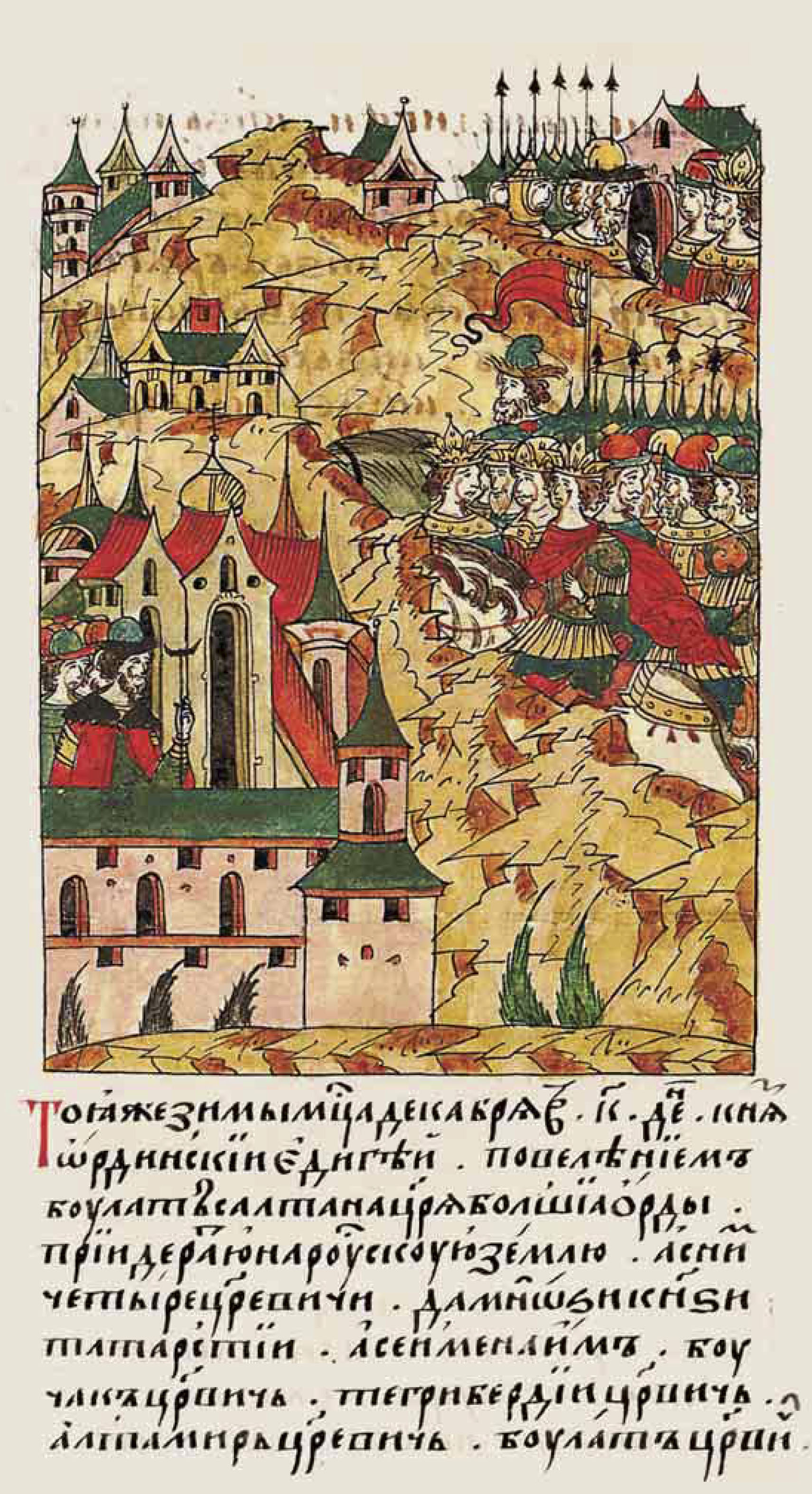
Нашествие Едыгея, изображение XVI века

В течение XV века в столице произошло 18 крупных пожаров, бо́льшая часть из них случилась в период с 1453 по 1493 год. В Москве в то время насчитывалось больше 40 тысяч деревянных построек, из-за скученности которых огонь распространялся очень быстро. Наиболее всего от огня страдали Кремль, Китай-город и западная часть Белого города. Источниками для возникновения возгораний служили печи без дымоходов, свечи и лампады. В 1434 году Василий II Тёмный издал указы, ограничивающие использование открытого огня в быту и ремёслах. Его сын Иван III организовал в столице пожарную службу и сам участвовал в тушении пожаров. После пожара 1472 года царь предписал по возможности строить дома из камня и кирпича, чтобы избежать распространения пожаров.
Первый крупный пожар столетия произошёл в 1401 году из-за летней засухи. Через семь лет столицу охватило пламя из-за нападения татарского хана Едигея. В декабре 1408-го Едигеева рать на протяжении трёх недель осаждала город и разоряла окрестности. По одной из версий, князь Владимир Храбрый в обороне приказал сжечь прилегающие к крепостной стене постройки, от чего загорелся и весь город. Летописи также сообщают, что огню способствовал порох, который готовили для первой артиллерии в обороне Москвы.
Согласно Тверской летописи, в 1413 году «месяца мая в 5 день, погоре град Москва… и сгоре церквей числом 15». Столица горела весной и осенью 1415-го. Причиной апрельского пожара 1422 года стал взрыв на пороховых мастерских, откуда огонь распространился по городу. В июле 1443-го очередной городской пожар начался от непогашенной свечи в храме Николая Чудотворца на Берсеневке. Кроме того, золотоордынские ханы не оставляли попыток захватить Москву. В 1439 году войско хана Улу-Мухаммеда осадило столицу, но повернуло назад, разграбив окрестности и «посады пожже». В 1444—1445 годах Улу-Мухаммед вновь совершил поход на Московскую Русь, взяв в плен великого князя Василия II Тёмного и его брата.
14 июля 1445 года в Москве произошёл один из самых сильных городских пожаров XV века. Летописи сообщают, что в городе не осталось ни одной деревянной постройки, кремлёвские стены распадались от жара, сгорела даже царская казна. По разным данным, в пожаре погибло от 700 до 3000 человек, многие из которых спасались в Москве от татарского нашествия. Бедствие повлекло за собой панику и народные волнения.
Июля в 14 день, в среду, загореся град Москва внутри града, в нощь, и выгоре весь, яко ни единому древеси на граде остатися, но и церкви каменныа распадошася, и стены градныа каменныа падоша во мнозех местех. А людей много множество изгоре. Казны же многи выгореша и безчисленное товара всякого, от многих бо градов множество людей бяху ту в осаде.
2 июля 1451 года в отсутствие великого князя Василия войско ордынского царевича Мазовши напало и сожгло Москву: «Посады зажгоша в един час, а сами в то время со все страны начата к граду приступати. А тогда и засуха велика бе, и со вся страны огнь объять град, а храмы загорахуся, а от дыма не бе лзе и прозрети». Согласно источникам, в это время мог пострадать Петровский монастырь, «когда выгоре посад за Неглинною и до Петровской слободке». Опасаясь возвращения князя, татары быстро покинули столицу. А москвичи верили, что скорый уход неприятеля связан с заступничеством Пресвятой Богородицы, в честь которой накануне был совершён крестный ход вокруг кремлёвской стены. В честь избавления Москвы митрополит Иона Московский заложил в Кремле Церковь Ризоположения.
9 апреля 1453 года «выгоре Москва, Кремль весь» вновь. Сухой осенью спустя пять лет выгорела треть города: «…октября в 20 день в 9 час нощи, загореся на Москве внутри града близко Володимеровы церкви Ховрина и много погоре, до третьей части града, а прочее Бог сохранил». 23 мая 1468 года погорел посад от Богоявленского монастыря «по самую реку, да по Кузьму и Дамиана на Востром конце», то есть до границ Китай-города.
30 августа 1470 года загорелась «Москва внутри града на Подоле, близ Костянтина и Елены, от Богданова двора Носова; а до вечерни и выгорел весь, вста бо тогда и ветр силен с полунощи». Нетронутыми остались дворы князя и митрополита. Очередной пожар начался во время ночной бури 20 июля 1472 года. Воспламенившийся в посаде у Воскресения на Рву, огонь распространился на Великий посад, Кулишки и другие районы, повредив 25 церквей. 4 апреля 1473 года пожар возник у церкви Рождества Богородицы в Кремле. От огня «погоре много дворов», в том числе митрополита Филиппа и князя Бориса Васильевича, житный двор и другие зерновые житницы. Московский летописец сообщал, что испуганный пожаром митрополит скончался на следующий день.
Только за один 1475 год в Москве случилось несколько серьёзных пожаров: 10 июня, 12 сентября и в октябре.
Июньский пожар начался днём у церкви Николы в Замоскворечье и распространился дальше. Огонь перекинулся на другую сторону Москвы-реки: вода не препятствовала разрастанию пламени, что говорит о плотной береговой застройке. Сентябрьский пожар начался на посаде за Неглинною меж церквей Николы и Всех Святых, вместе с церковью пострадали окружающие дворы. Октябрьское возгорание возникло у Тимофеевских ворот и распространилось по всему городу. Огонь повредил двор Ивана III, Архангельский собор, Спасский монастырь и двор князя Михаила Андреевича. Великий князь вновь вышел на борьбу с пожаром. В пожаре 31 августа и сентября 1476 года были также повреждены собор Симонова монастыря, церковь Воскресения на Рву и другие постройки.
Ночью 16 февраля 1477 года огонь охватил трапезную Чудова монастыря и успел сжечь келью. Согласно летописи, в марте того же года горели княжеские дворы: «Месяца марта 20 день, в среду на пятой неделе поста, после стояниа, в 7 час нощи, загорелся двор князя Андреа Меншаго, и згореша дворы обеих князей Андреев; а которые дворцы малые около их попов Архангелъских, а те розметаша; пристоял бо бе сам князь великий и сын его и многие дети боярские, понеже бо не успе лещи ещё князь великий после стояниа великого канона Андреева». В ночном пожаре 9 сентября 1479 года загорелись поварни на подворье Николо-Угрешского монастыря, стоявшие под кремлёвской стеной. Среди пострадавших подворьев упоминаются дворы владыки Коломенского на Подоле и князя Бориса. Огонь утих с переменой направления ветра. В пожарах 1480 и 1485 годов существенно пострадал Кремль, другие части города горели в 1481, 1485 и 1486 годах.
Несмотря на активную застройку столицы при Иване III и его вклад в борьбу с огнём, в его правление пожары в Москве случались чаще, чем при предшественнике. Народ искал этому объяснение, нередко в поджогах обвинялись иностранцы, среди которых были княгиня Софья Палеолог, а также окружавшие её греки и итальянцы. Бродячие монахи и юродивые предсказывали новые возгорания. Существует предание, что в 1488 году монах Паисиево-Галичского монастыря во время выхода Ивана III к народу «возопил»: «Горети Москве на Велик день!» Нарушитель порядка был отправлен в Николо-Угрешский монастырь, однако слухи распространились по городу и богатые люди стали в спешке покидать город, а Пасха в столице прошла без чрезвычайных происшествий. Предсказание монаха вспоминали 13 августа того же года, когда пострадали «дворы всех богатых гостей», 42 церкви и погибло около пяти с половиной тысяч человек. Историк Сергей Бартенев считает, что Кремль в том пожаре не пострадал. Известно, что в городе на тот момент проживало не менее 20 тысяч жителей. У Фроловских ворот сгорели «мосты три» — деревянные настилы башни, а также первая в столице пушечная изба. Из-за пожара Спасо-Преображенский монастырь был переведён за Яузу, на Васильевский стан, а его кремлёвские территории отдали под дворцовые помещения.
Особенно опустошительным был 1493 год, когда в городе случилось несколько крупных пожаров. О первом из них летописи сообщали: «Тоя же весны, апреля 16, на Радуници, погоре град Москва нутрь весь, разве остася двор великого князя новой за Архангелом [Архангельский собор], и у Чюда в монастыре [Чудов монастырь] казна выгоре». Именно после этого пожара Иван III приказал снести все постройки на расстоянии 110 сажен (около 235 метров) от стен Кремля. Образовавшееся пространство заполнили прудами, водяными рвами и гидротехническими сооружениями и разбили Государев сад. Чтобы избежать пожаров, снесли городскую застройку на правом берегу Неглинной.
16 июля молния попала в маковку «соборныа церкви Успениа Пречистии на Москве», от чего в городе вспыхнул кратковременный пожар. 28 июля от древней церкви святого Николая на Песках огонь распространился по всему городу. Летописи говорят, что «был пожар на Москве велик зело, загореся за рекою церковь святый Никола на Песку и погоре весь посад около града от Черторьи». Из-за сильного ветра огонь захватил Кремль, перекинулся на Арбат, Неглинную, Сретенку, Петрову слободу и другие районы.
...Из города торг загорелся, и оттоле посад выгоре возле Москву-реку до Зачатиа на Востром конци, и по Васильевский луг, и по Все Святые на Кулишке, и оттоле по Иоанн Богослов и по старую Троицу, и Стретенская улица вся выгоре до всполия, и церковь каменаа Стретение огоре. Сгорела большая часть города. В церквах сгорели книги и казна. И многа тогда людем скорбь бысть: все погоре единого полудни до ночи. А летописець и старые люди сказывают: как Москва стала, таков пожар на Москве не бывал.
Улица от Боровицких ворот до церкви Зачатия на Остоженке, а также всё пространство за Москвой-рекой — от церкви Софии до церкви Иоакима и Анны — были объяты пламенем. От пожара обрушилась церковь Рождества Иоанна Предтечи на Бору, под которой находилась казна великой княгини Софии. Выгорел также новый деревянный двор великого князя у Боровицких ворот и другие кремлёвские постройки. Сгорели многие дворы Занеглименья, которое к концу XV века было плотно застроено. Пожар охватил всё пространство от деревянного храма Софии Премудрости Божией до современной Якиманки. В пожаре погибло порядка 200 человек. Полностью сгорели деревянные постройки Петрова монастыря. В современности при проведении археологических работ под культурным слоем, образованным пожарами, были найдены погребения XIV—XVI веков — один из древнейших московских некрополей. Петровский монастырь обыкновенно служил для защиты Москвы от набегов неприятелей, однако после пожаров 1493 года его нужно было восстанавливать практически заново.
После потери дворца Иван III три месяца жил на окраине города около церкви Николая Чудотворца в Подкопаях, где располагались государевы конюшни. На восстановление дворов и домов пострадавших жителей были брошены многие ресурсы столицы. В ноябре 1493 года для царя поспешно построили новый деревянный дворец, а к 1499-му возвели надёжные каменные хоромы.
В августе 1500 года в столице произошёл последний крупный пожар XV века. Сначала загорелся двор Василия Бобра за Неглинной и распространился по Большому посаду. После этого пламя перекинулось за реку, достигло Пушечного двора и Рождественского монастыря.

## XVI век

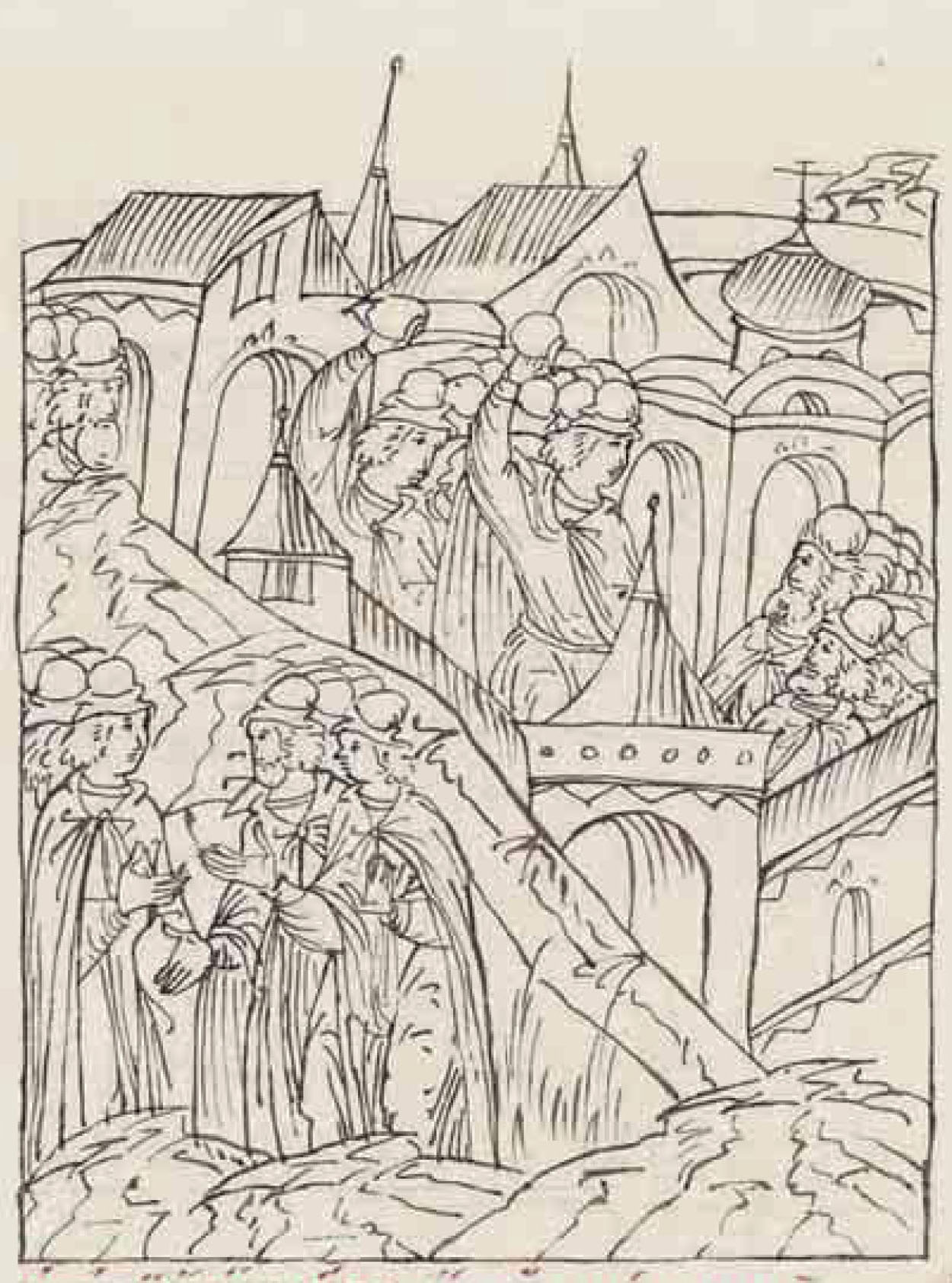
Московский пожар 1547 года, изображение из Лицевого свода, XVI век

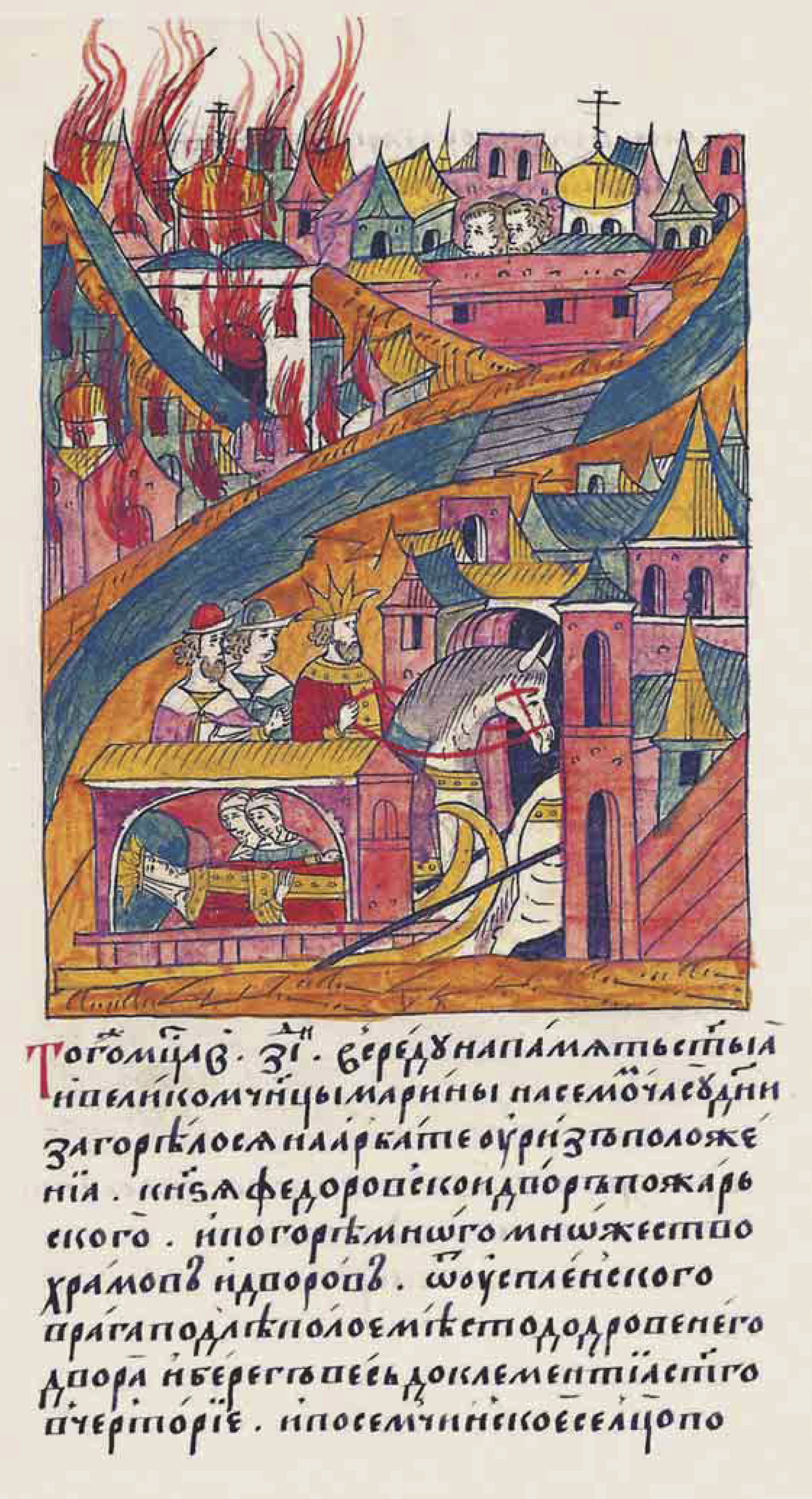
Московский пожар 1560 года. Внизу изображено, как больную царицу Анастасию Романовну из-за огня вывозят в Коломенское

Москва, как известно, славилась многими историческими пожарами, губившими не только жилища, но и тысячи людей. Стоит припомнить пожар 1493 года, истребивший всю Москву и Кремль, славный пожар 1547 года, когда кроме строений, сгорело более двух тысяч народа; пожар 1591 года, доставивший Борису случай показать пред народом свою щедрость; пожары при Михаиле Фёдоровиче были так часты, что не обходилось без них ни одного месяца; иногда на них было такое плодородие, что они следовали один за другим каждую неделю и даже случалось, что в одну ночь Москва загоралась раза по два или по три. Некоторые из этих пожаров были так опустошительны, что истребляли в один раз третью часть столицы.
В XVI веке, как и в предыдущие столетия, Москва много раз подвергалась пожарам, самые разрушительные из которых произошли в 1547 и 1571 годах. В столице активно развивались промышленность и ремёсла, а население увеличивалось — в XVI веке его численность составляла около 100 тысяч человек. Постоянные пожары тормозили экономический рост, потому требовались новые меры борьбы с огнём. В 1504-м по указу Ивана III в городе была организована пожарно-сторожевая охрана. В середине столетия борьбой с пожарами стали заниматься приказы, разделившие Москву на специальные участки. По мнению некоторых историков, Московское государство было первым в мире, начавшим использовать воинские подразделения для организованной борьбы с огнём.
17 августа 1501 года (в «7008 год от сотворения мира») в столице сгорели посад, Занеглименье и пострадал Рождественский монастырь. В Первой Софийской летописи сообщалось: «месяца августа 17, в понеделник на осмом часе дни, загореся на Москве у Бобра на Болшом посаде, и погоре от Москвы реки до Неглимны, и пушечныа избы и Рожественый манастырь». 21 мая 1507 года «весь посад и торг до Сретенья погорел». 1 августа 1521 года к городу подошло войско крымского хана Мехмеда I Гирея: «Татары под Москвой повоевали, и монастырь Николы-Чудотворца на Угреши и великого князя село любимое Остров сожгли, а иные татары и в Воробьёве, в великого князя селе, были, и мёд на погребах великого князя пили, и многие сёла князей и бояр около Москвы пожгли, а людей пленили».
В XVI веке Москва была самым крупным центром по производству пороха на Руси. Сохранились сведения, что в 1531 году загорелся порох на Успенском вражке во дворе итальянского архитектора Алевиза Нового: «И загореся зелие пушечное на Москве, на Успенском враге, на Олевизском дворе: делаша бо его на том дворе градские люди, и сгоре их во един час более 200 человек, и ко двору не прекоснусь огнь».
В пожарах 1540-х и 1560-х годов погибли многие памятники древнего зодчества, иконы, книги, документы, царские и церковные сокровища. В огне пострадали Китай-город, посад Кремля, посад возле реки Неглинной, улицы Сретенская, Ильинская, Покровская, Варварская. В этот период сгорела кровля на царском дворе, казённый двор с царской казной, церковь Благовещения на царском дворе, двор митрополита, пострадали Вознесенский монастырь, Успенский собор, Оружейная и Постельничья палаты.
Весна и лето 1547 года выдались очень жаркими: «тая же весны пришла засуха великая и вода в одну неделю спала, а суда на Москва-реке обсушило», из-за чего случилось три больших пожара. Столица полыхала 13 июля 1559 года, а через шесть дней пожар вспыхнул с новой силой. В 1560-м в Белом городе произошло два крупных пожара, «погоре… по Пречистую богородицу на Могильцах и Арбат весь и за Арбат по Новинский монастырь», а также Дмитровка (современная Ильинка). Во время одного из возгораний из Москвы в Коломенское вывезли больную жену Ивана Грозного Анастасию Романовну. 25 апреля 1562 года в Кремле загорелись царские хоромы, тогда «божиею милостию взошли на чердак плотники многие и огонь угасили». В 1564-м в Москве произошло пять крупных пожаров: в апреле — на Арбате, в мае — в Китай-городе и на Пятницкой улице, в августе — вновь в Китай-городе и на Арбате, в сентябре — за рекой Неглинной. 25 сентября 1565 года район Неглинной занялся пламенем. В том же году на сгоревшем дворе князя Михаила Черкасского Иван Грозный повелел построить Опричный двор, состоявший из нескольких деревянных зданий, окруженных каменной оградой. Эти постройки сгорели при нашествии хана Девлет Гирея.
24 мая 1571 года в Москве произошёл один из самых страшных пожаров столетия. В результате набега хана Девлет-Гирея был сожжён весь город за исключением Кремля. Силу пожара и опустошённые им дворы описывали иностранные путешественники. Так, английский посол Джильс Флетчер в сочинении «Of the Russe Common Wealth» («О Русском Государстве»), изданном в Лондоне в 1591 году, писал:
...Сам город неприятель не взял, но зажег его предместья, которые (состоя из деревянного строения, без камня, кирпича или глины, за исключением немногих наружных покоев) сгорели с такой быстротой и огонь так далеко распространился, что в четыре часа не стало большей части города, имеющего до 30 миль или более в окружности. Зрелище было ужасное...
В своей «Ливонской хронике» ливонский летописец Бальтазар Рюссов отметил: «Это крайне удивительно и все люди, видевшие Москву до того и бывшие в ней также во время пожара, говорят, что если бы московит сам нарочно захотел зажечь и сжечь город, то ему невозможно было бы сжечь до чиста в несколько дней того, что сгорело в три часа. Тут московиту было отплачено за всё, что он сделал с бедной Ливонией и Финляндией прошлою зимою».
В 1591 году «весною на Троицын день горело на Москве с Арбату по Неглинну». Во время пожара царь Фёдор I Иоаннович с боярами и охраной пребывал в Троицком монастыре на празднике Пятидесятницы, поэтому в городе было недостаточно сил, чтобы тушить возгорание. В огне погибли монахини Никитского монастыря, сгорело множество домов Занеглименья. Согласно Новому летописцу, пламя охватило Белый город от Чертолья до Неглинной и слободы за ним, а также «выгоре по самую Тверскую улицу». Затем огонь перекинулся на другую сторону Неглинной, «загорелось на Покровке, у Николы у Столпа, и горело до Покровки, и выгорело много дворов». Пискарёвский летописец начала XVII века сообщает, что пожар начался в торговых рядах, «и от того выгоре весь град, и церкви, и монастыри, без остатка везде». В начале лета того же года «солнечная теплота жгла, помогая неудержимому яростному пламени испепелить Москву». 6 июня крупные пожары охватили Занеглименье, где находились боярские и дворянские дворы, и Покровку, на которой жили купцы. Пожары начались в Чертолье и распространились до Неглинной, полыхал «Колымажный двор на Волхонке и с ним весь город». После этого наступил голодный год. После пожаров 1591-го Борис Годунов, бывший фактическим правителем при царе Фёдоре, активно проводил в столице восстановительные работы. Он приказал раздать «на дворовое строение взаем из государевы казны 5000 рублёв». Он повелел строить дома из кирпича, чтобы предотвратить возгорания, для этого на «делание кирпича и на тесание белого камня» из казны было выделено 250 тысяч рублей. Казённый камень, кирпич и известь выделялись в долг на десять лет. Щедрая помощь пострадавшим не остановила ропот народа, не любившего Бориса Годунова. Незадолго до этого в Угличе умер царевич Дмитрий, младший сын Ивана Грозного. Годунова считали причастным к его смерти и поджоге Москвы, «чтобы одна беда перебила другую и каждый больше скорбел бы о собственном несчастье, нежели о смерти царевича».
В 1594 или 1595 году в Китай-городе начался новый пожар, в котором «выгоре весь град [деревянный] и церкви, и монастыри [каменные] без остатка везде». Во время бедствия царь Фёдор пребывал в Пафнутьевом монастыре, куда он прибыл «в великой кручине, и жалует народ: утешает и льготу дает. А лавки велел ставити каменныя по пожару своею казною». Борис Годунов распорядился построить каменные ряды на месте сгоревших торговых рядов деревянного Гостиного двора. Весной 1599 года «в Китае-городе выгореша все дворы и лавки во всех рядах без остатку и на городе кровли. И не избысть в Китае-городе ничто от пожару, ни един дом».

## XVII век

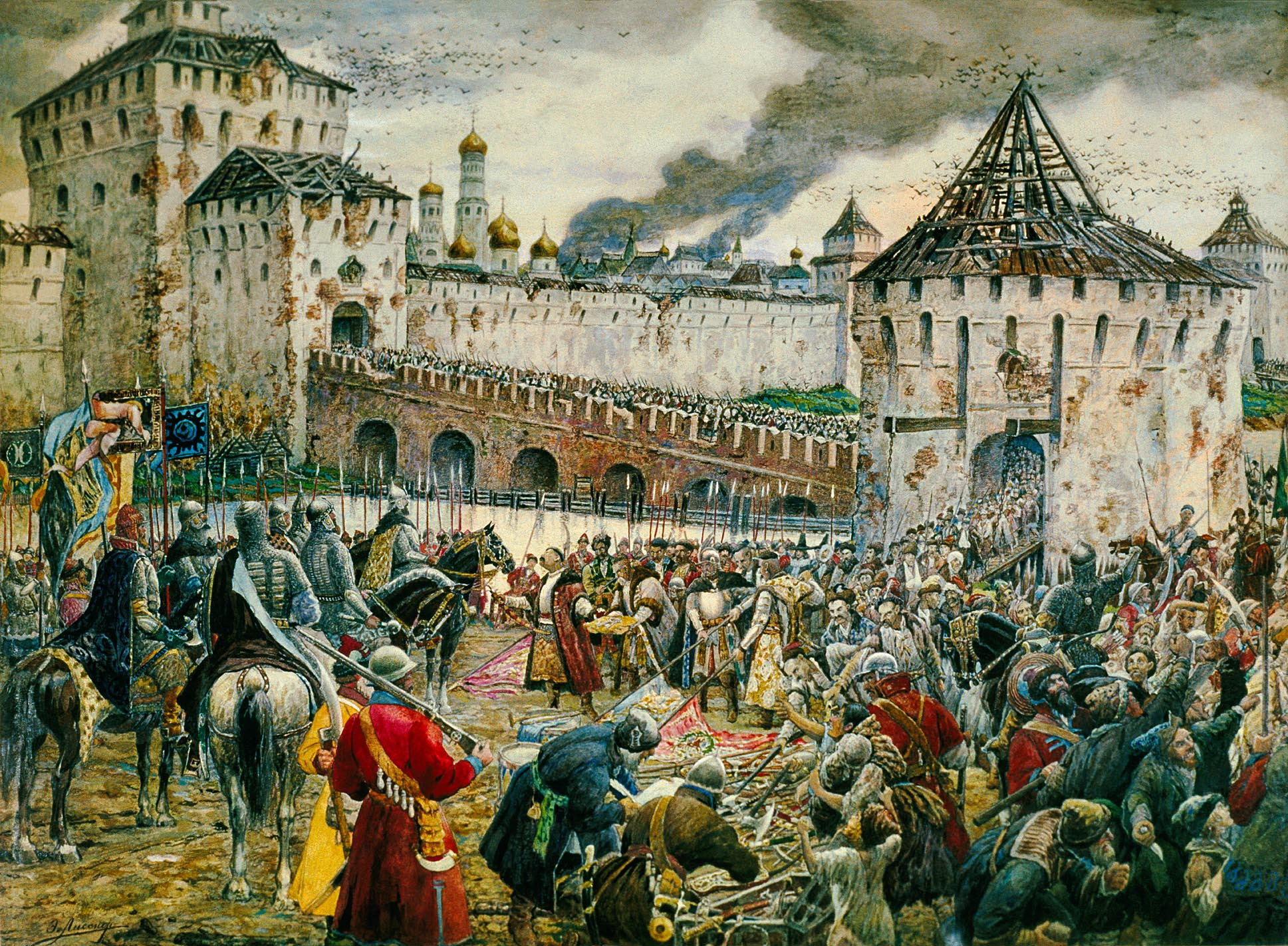
Картина Эрнста Лисснера «Изгнание польских интервентов из Московского Кремля в 1612 году», начало XX века

В XVII веке плотно застроен был не только сам город, но и Московский Кремль. Там располагались в основном деревянные царские дворцы и палаты, приказы и другие казённые здания, а также дворы некоторых бояр и духовных лиц. Улицы города были вымощены досками или брёвнами, а в праздники украшались ветками и травой. Об этом вспоминал посетивший Москву Антиохийский патриарх Макарий: «…дома во всей стране московиты строят из еловых бревен… Пожары у них беспрестанно…». В каменных палатах знати спальни были сделаны из дерева из-за существовавшего поверья, что камень вреден для человеческого здоровья. После ряда пожаров церковные власти распорядились о перестройке многих деревянных часовен в камень. В 1624 году в России появилась первая профессиональная пожарная команда, и пожарные насосы стали постоянным атрибутом тушения. Население содержало общественные колодцы. 30 апреля 1649 года Алексей Михайлович издал «Наказ о градском благочинии», определявший правила работы пожарных команд, их штат, техническое обеспечение и финансирование.
Секретарь римского посольства Адольф Лизек описывал, как отряды стрельцов боролись с пожарами, ломая окружающую застройку: «кто заплатит, чтоб сохранить дом, то стрельцы ставят щиты из бычьей кожи, беспрерывно поливая их водою, и тем заграждают дом от огня». По словам Лизека, погорелец на следующий день может купить себе другой дом или выстроить новый. О причине частых возгораний Лизек писал следующее: «Дома в Московии строятся низкие: на поперечные стены употребляется ель, а на продольные сосна; кроют дранью, березовой корой и дерном: от чего часто бывают пожары. В нашу бытность, Москва горела шесть раз, и каждый раз сгорало до тысячи и более домов». По его свидетельству, купцы и знать в XVII веке в основном имели каменные и прочные дома с крепкими сводами и окнами с железными ставнями, что охраняло их от огня.
Подле Скородума простирается обширнейшая площадь, на которой продается невероятное количество всякого леса: балок, досок, даже мостов и башен, срубленных уже и отделанных домов, которые без всякого затруднения, после покупки и разборки их, перевозятся куда угодно. Ввиду почти непрерывных и опустошительнейших здешних пожаров это устроено как нельзя более кстати.Яков Рейтенфельс
Одним из наиболее важных эпизодов истории России начала столетия было Смутное время. В период Смуты Москва неоднократно горела. В 1611—1612 годах ополченцы попытались выбить поляков и литовцев, которые подожгли Белый город; сгорело всё, кроме Китай-города и Кремля. Одновременно на улицах шли бои и столкновения, сгорели деревянные городские укрепления — Скородом, а москвичи оставляли свои дома и покидали выжженный город.
До прихода нашего все три замка обнесены были деревянною оградою. Вся ограда была из теса; башни и ворота весьма красивые, как видно, стоили трудов и времени. Церквей везде было множество и каменных, и деревянных: в ушах гудело, когда трезвонили на всех колоколах. И всё это мы в три дня обратили в пепел: пожар истребил всю красоту Москвы. Уцелели только Кремль и Китай-город, где мы сами укрывались от огня; а впоследствии русские сожгли и Китай-город; Кремль же мы сдали им в целости.Литовский офицер Самуил Маскевич
Через несколько лет, при новом царе Михаиле Фёдоровиче, деревянную стену заменили на Земляной вал. 14 февраля 1619 года в столице загорелись царские деревянные хоромы, дворцовый плотничий староста возвёл на следующий год новые хоромы, Столовую избу и Постельную комнату. Эти сооружения сгорели уже в мае 1626-го: «на Москве в Китае городе горело: церкви Божии, и царский двор, и все палаты и дворы, и казны царския згорело безчисленно много». Кроме того, «загорелося на Москве городе Китае между Варварской улицей и Ильинской… от того же пожару выгорело все без остатку: дворы и ряды и лавки каменные и полаты и церкви деревянные и каменные, и лавки, в городе кровля и зубцы. И от того же пожару загорелось на высокой на каменной церкви лоб под железом… и от того лба, загорелося на городе на Кремле кровля, и перекинулся з города огонь в Кремль… И не бывал такой пожар над Московским государством николи». Летописи сообщали, что «с Ивана Великого и с других церквей снесло железо с верхов, до Девичьего монастыря и дале бурею несло бес числа сильно». От огня пострадали Вознесенский и Чудов монастыри, церкви Кремля и Китай-города, Патриарший и Государев дворы приказы. Сгорел также Печатный двор, после чего печатать книги стали в царском дворце. В пожаре погибли многие государственные документы. Позже царь Алексей Михайлович попытался восстановить потерянные данные, а Соборное уложение 1649 года фиксировало, допожарный это документ или восстановленный. После случившегося государь послал писцов в разные города страны, чтобы восстановить потерянную документацию.
10 апреля 1629 года сгорели западная и восточная части Белого города по Маросейке. Огонь возник в Чертолье, дошёл до Тверской улицы, Белого города и Покровки, сжёг шведский двор и церковь «Пречистыя Богородицы Казанския, что в Китае городе у стены, меж Ильинских и Никольских ворот» (вероятнее всего — предшественница Казанского собора). Посетивший Москву путешественник Олеарий застал обширные пустыри с остатками 40 000 домов. За пожаром последовала перепланировка улиц.
В 1631 году «был в Москве великий пожар, что едва не вся Москва выгорела», чему способствовали буря и сильный ветер. 28 мая 1633 года в столице вновь вспыхнуло крупное возгорание, погубившее часть Китай-города и Печатный двор. В том же году в Кремле установили водоподъёмную машину для кремлёвских построек. В первой трети XVII века Китай-город горел особенно часто и, по мнению некоторых очевидцев, представлял собой пепелище. В 1636-м «в великий пост на 4 неделе в день неделный в 6 часу дни загорелось в Москве в Москотилном ряду от пороху и лавки погорели от Варварьского крестца по Ильинский крестец и людей много пригорело и прибило». В этих же годах для государя и его семьи были построены каменные хоромы и составлен новый план столицы после очередной перепланировки.

Карта зон старой Москвы: Кремль, Китай-город, Белый город, Земляной город

Во время Соляного бунта 1648 года восставшие подожгли дома служилых и приказных людей. Из-за ветра огонь распространился по всему посаду, сгорела западная половина Белого города от Арбата до Петровки. 22 июня «выгорела Москва от Неглины до Чертольских ворот, и не осталось в Белом городе ни единого кола, только осталось в Белом городе у Трубы около Петровского Павлов монастырь, дворов с триста, а за городом за Чертолскими вороты слободи выгорели до Земляного города; а в Китай перекинуло с Неглинского мосту, и выгорел кружечный двор». Новый пожар 1660 года случился из-за возгорания пороха, погибло около 300 человек. В августе 1668-го пожаром занялся Китай-город, сгорели Знаменский монастырь в Зарядье, все главы на храме Василия Блаженного. 6 января вышел указ, описывающий использование набатов на трёх кремлёвских башнях. Устанавливалось, что если загорится Китай-город — нужно было бить в Спасский набат «в один край», если в Белом городе — бить в Спасский «в оба края», для Земляного города — тихо и «с расстановкою» бить в набат на Тайницкой башне.
9 июня 1675 года случился сильный пожар «на Белом городе и на Петровке и выгорело до Земляного города, да по Тверскую и по Неглинну. А людей сгорело у Петровских ворот 370 человек, а иных и не весть сколько». В конце ноября 1682-го, после смерти царя Фёдора Алексеевича, сгорела часть обновлённого дворца, примыкавшая ко двору патриарха. Пожар охватил деревянные хоромы царя Петра Алексеевича и царевен, затем в огне оказался Успенский собор, на котором пострадали кровля и оконницы. Ценные иконы и мощи вынесены были в Архангельский собор. В 1683 году на месте сгоревших зданий для царя Петра и его матери царицы Натальи Кирилловны построили новые деревянные хоромы. В 1685-м на Арбате и в Хамовниках сгорели Ростовское подворье и церковь Благовещения. При очередном пожаре 28 августа 1688 года пострадали южные и юго-восточные части Китай-города, Белого и Земляного городов: «в Китай-городе: в Знаменском монастыре 6 церквей и 5 монастырских подворий и от Посольского двора до Ильинских и до Варварских ворот и до Ростовского подворья и до Знаменского монастыря и до Зачатия». В Белом городе огонь распространился к Яузским воротам и до Ивановского монастыря, на Покровке и Хохловке на церквах и богадельнях сгорели кровли. В Ивановском монастыре кроме кровли сгорели кельи. В Земляном городе сгорели церкви, пострадало более 500 стрелецких дворов и две торговых бани. Столица вновь горела 6 июня 1696 года, во время пребывания Петра Алексеевича в военном походе под Азовом, в Кремле сгорели государевы хоромы.
В конце XVII века в России начали использовать пиротехнику при торжественных мероприятиях. Так, 25 июля 1699 года в Москве устроили салют при встрече Великого шведского посольства, что стало причиной большого пожара: «загорелось наперед на Рожественке, а выгорело по Неглинну и по Яузу, в Белом городе, и Китай весь выгорел, не осталось ни единого двора», выгорели все ряды, и лавки, и Сыскной приказ. Помимо этого, пострадали Посольская палата, дворы генералиссимуса Алексея Шеина и тысячи дворов, монастырей, церквей и лавок.
Общество продолжало видеть в пожарах божью кару. Согласно народным поверьям, «чародеев» предать огню Самыми распространёнными причинами пожаров оставались неосторожность и поджоги. По словам дипломата Георга Корба, после одного из пожаров 1699 года в столице поймали «восемь зажигателей; бывшие в их числе два попа сознались, что виновниками пожара были стрельцы, которые только тогда успокоятся, когда обратят всю Москву в пепел». Поджигатели использовали различные средства: кидали порох в тряпице на крышу и между домами, поджигали серу, бересту или лучину. Царский указ от 23 июля 1699 года предусматривал смертную казнь тому, кто продолжает «из ружья в день и по ночам пулями и пыжами стрелять, или ракеты пущать… для своего воровства и грабежу». Вскоре наказание было облегчено: нарушителей в первый раз били батогами, а во второй — ссылали в Азов с женами и детьми.
Здесь чем больше праздник, тем сильнее повод к широкому пьянству… Почти ежегодно празднование важнейших праздников сопровождается пожарами, которые тем больше причиняют народу бедствий, что случаются почти всегда ночью и иногда превращают в пепел несколько сот деревянных домов. На последний пожар, уничтоживший в этой стороне реки Неглинной 600 домов, прибежали было тушить огонь несколько немцев. Русские, совершенно напрасно обвинив немцев в воровстве, жестоко их сперва избили, а после бросили в пламя…Дипломат Георг Иоганн Корб

## XVIII век
На рубеже веков в Москве произошло несколько крупных пожаров. Из-за каменной застройки и очередного запрета на деревянное строительство в центре стало безопасно, а в Белом городе почти не осталось деревянных домов. Впоследствии в начале XIX века была организована профессиональная пожарная охрана во главе с брандмайором.
В 1701 году загорелся Кремль. Присутствовавший в Москве Пётр I писал о возгорании сподвижнику Фёдору Апраксину:
19 июля 1701 года в 11-м часу, волею Божиею учинился пожар: загорелись (в Кремле) кельи в Новоспасском подворье; и разошелся огонь по всему Кремлю, выгорел царев двор весь без остатку; деревянныя хоромы и в каменных все нутри, в подклетях и погребах — все запасы еды и питья… Всякое деревянное строение сгорела без остатку, также и дом святейшего патриарха и монастыри, а на Иване Великом колоколы многие от того пожара разселись… Огонь был так велик, что им уничтожены были Садовническая слобода и государевы палаты в саду. Даже струги и плоты на Москве-реке погорели без остатку. В Кремле невозможно было ни проехать на коне, ни пешком пробежать от великого ветра и вихря… И земля сырая горела на ладонь толщиною.
В течение трёх дней огонь распространился по городу. Во время пожара погибло множество людей, пострадали колокола на звоннице Ивана Великого, был испорчен Большой Успенский колокол (известный как Царь-колокол), отлитый в 1655 году мастером Александром Григорьевым. На месте сгоревших хлебных амбаров в Кремле по указу Петра началось возведение Арсенала. Уже через год сгорел также Посольский приказ в Кремле.
После случившихся пожаров Кремль долго восстанавливали. Опись разрушений, составленная в 1722 году архитектором Христофором Кондратом, зафиксировала обветшание дворцовых зданий. В покоях Теремного дворца, как и во многих других палатах, не хватало дверей, окон и полов: пожар 1701-го испортил каменную резьбу, позолоту, стенопись и украшения.
11 августа 1709 года вновь горели Китай-город, Белый и Земляной города. Пожар начался на Рождественке и потом распространился до Неглинной и Яузы.
Когда видишь здесь начинающийся пожар, становится страшно. Так как почти весь город построен из леса, а пожарные учреждения плохи, то огонь распространяется до тех пор, пока есть чему гореть. <…> Так как при здешней обычной деревянной (стройке) домов и при неосторожности простолюдинов всегда следует опасаться пожаров, с другой же стороны (приходится) остерегаться воров и разбойников, вламывающихся ночью в жилье, чтобы грабить и воровать, то всякий, кому позволяют средства, содержит (особого) человека для ночного дозора и охраны двора от воров и огня.Датский посол Юст Юль
13 мая 1712 года в Москве произошёл самый сильный пожар за время правления Петра I. Выгорел весь центр города, погибло около 2700 человек. В общей сложности сгорело 9 монастырей, 56 храмов и более 4500 дворов. Обязанность тушения пожаров во многом лежала на жителях города. Царь лично участвовал в борьбе с возгораниями.
22 апреля 1729 года огонь охватил Немецкую слободу. Известно, что во время пожара гвардейские солдаты начали грабить дома, воспользовавшись отсутствием императора Петра II. Прибыв в город, он арестовал виновных. 8 января 1735 года из-за выносных очагов Гостиного двора на Тверской улице сгорело десять торговых лавок, ещё шесть разобрали при тушении. Тогда на Тверской улице 3 июля 1736 года по неосторожности загорелся купеческий дом, от которого огонь перекинулся на Новинский монастырь, он существенно обгорел, полностью сгорело 11 церквей. Пострадали Арбат и располагавшиеся там ремесленные слободы. Огонь также сжёг Патриарший житный двор, кабаки, трактиры, более десятка кузниц, сорока лавок и мясные ряды. Всего в пожаре сгорело 817 дворов. Выяснилось, что в городских колодцах было мало воды, потому заливные трубы не работали. Указом Сената от 9 сентября 1736 года была установлена минимальная ширина улицы в две сажени (около 3,6 м) и расстояние между домами. Документ устанавливал требования к кровле домов и обязывал хозяев иметь колодцы.
28 мая 1737 года в день святой Троицы в Москве вспыхнул один из самых крупных городских пожаров столетия, впоследствии названный Троицким. Около 11 часов вечера загорелся дом богатого москвича Александра Милославского. По легенде, пожар был вызван свечой, поставленной солдатской вдовой, прислуживавшей в этой усадьбе. Отсюда возникла поговорка — «от копеечной свечки Москва сгорела». Пострадала четверть Москвы: около 12 тысяч дворов, 2527 домов, 60 церквей, 11 монастырей, 40 приказов, 486 лавок; погибли 94 (по другим данным — 150) жителя. Из-за пожара снова пострадал и раскололся Царь-колокол и сгорели Красные ворота. Далеко не всё уличное мощение успели заменить на камень, поэтому огонь распространился быстро. После этого возгорания Сенат предписал коллегиям и канцеляриям иметь собственные противопожарные инструменты, которые должна была предоставить Главная полицмейстерская канцелярия. Под особый контроль правительства было взято изготовление труб и печей. В мае 1748 года в Москве случилось шесть пожаров, во время которых погибло 96 человек, сгорело три монастыря, 32 церкви и 6620 других построек. Городское население было охвачено паникой. Полиция предполагала, что майские пожары вызваны поджогами и обязали участвовать в их тушении всё население и пожарные команды.
Москва едина на колена

Упав перед тобой стоит,

Власы седые простирает,

Тебя, богиня, ожидает,

К тебе единой вопия:

Воззри на храмы опаленны, 

Воззри на стены разрушенны…
5-6 мая 1752 года огнём были охвачены Арбат и в Тверская ямская слобода. Существует версия, что в этом пожаре у императрицы Елизаветы Петровны сгорели четыре тысячи платьев. Через год в Кремле и Китай-городе окончательно запретили деревянное строительство.
В 1771 году во время эпидемии и Чумного бунта в Москве горели смоляные костры. В то время уголь и обгорелое дерево считались средством очищения воздуха. В 1773-м было несколько больших пожаров, во время одного из них выгорела Тверская улица. В 1775 году Екатерина II утвердила новый план Москвы. Императрица считала, что «полагается быть городу согласно с древним основанием: Кремлю, Китаю и Белому; дома строить каменные, а к знанию границ и ко украшению города обсадить деревьями… в земляном городе полагаются предместья, дома строить деревянные… Оные предместья ограничит земляной вал». Во время пожара 1778-го сгорели дом архиерея в Коломне, Гагаринские палаты и Страстной монастырь. Из горящего монастыря спасли Страстную и Боголюбскую иконы Божией Матери, а также икону святого мученика Иоанна Воина. 25 мая 1779 года Гостиный двор в Китай-городе охватило пламя, потушенное проливным дождём. После эпидемии 1771-го поднялся вопрос о водоснабжении города, кроме того без достаточного количества воды нельзя потушить пожары. 28 июня 1779 года Екатерина II подписала указ о строительстве Мытищинского водопровода.
После ещё одного пожара в 1784 году Москва была поделена на 20 частей, в каждой из которых создана своя пожарная команда. Извозчики пожарной команды получали жалование из казны. Государство выделяло также 2000 рублей ежегодно на починку амуниции, содержание лошадей, ремонт повозок и пожарных инструментов для команд. Для того чтобы начинающийся пожар был заметен, в городе появились первые пожарные каланчи. 24 июля 1787 года выгорела местность по обе стороны Водоотводного канала, сгорели Высоко-Пятницкий и половина Модельного моста. На реконструкцию канала и конструкций потратили 40 552 рублей. Во время восстановительных работ была спроектирована Болотная площадь.

## XIX век

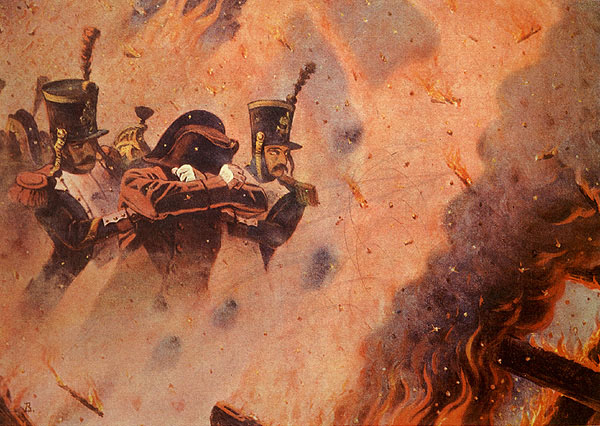
Картина Василия Верещагина «Бегство Наполеона через охваченную огнём Москву», XIX век

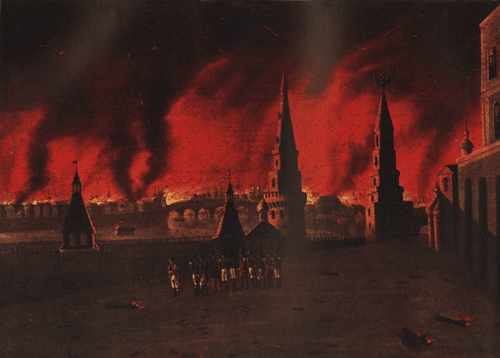
Картина Франческо Вендрамини «Великий пожар Москвы в 1812 году», XIX век

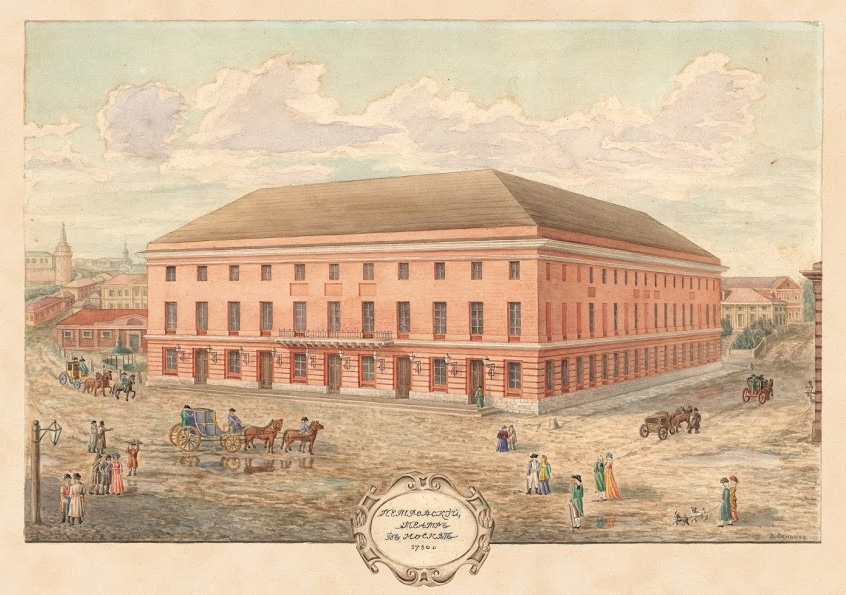
Изображение Петровского театра до пожара, 1779 год

В XIX веке количество городских пожаров значительно уменьшилось благодаря развитию пожарной охраны. Указом Александра I от 31 мая 1804 года жители Москвы были освобождены от несения пожарной повинности. В общей сложности в 1823-м в городе было более 1,5 тысяч пожарных, из которых 354 работали также фонарщиками. В середине столетия в Москве стали строить пожарные депо. Город разделили на части и кварталы, для каждого из которых выделялось определённое количество пожарных и инструментов. Первый пожарный устав появился в России в 1857 году.
Зимой 1805 года в Москве сгорел Петровский театр, созданный Майклом Меддоксом в 1776—1780 годах. Предполагается, что возгорание произошло перед началом спектакля по неосторожности. Никто из зрителей не пострадал, а спектакли перенесли на другие площадки, так как здание до Отечественной войны 1812 года так и не было восстановлено. Впоследствии архитектор Осип Бове использовал часть фундамента сгоревшего здания при постройке нового Большого театра, открывшегося в 1825-м.
Самый крупный московский пожар столетия начался в ночь со 2 (14) на 3 (15) сентября 1812 года, после вступления в город войск Наполеона. Сильное возгорание длилось около недели и окончательно утихло лишь к 6 (18) сентября. По свидетельствам очевидцев, «в покинутой жителями Москве очаги пламени, раздуваемые ураганным ветром, слились в один огромный костер». По распространённой версии, приказ поджигать покинутый город отдал московский генерал-губернатор, граф Фёдор Ростопчин. Однако большой урон городу нанесли оккупанты, на Тверской сохранилось лишь 12 домов, а в Китай-городе — два, в пожаре погибли Императорский университет с библиотекой и архивами. Были утрачены многие памятники культуры: считается, что в то время сгорел единственный экземпляр «Слова о полку Игореве» из коллекции Алексея Мусина-Пушкина. При отходе французские войска заминировали Грановитую палату, Арсенал, колокольню Ивана Великого, башни и стены Кремля. Несколько башен с пряслами, часть Арсенала и две пристройки к колокольне были взорваны. Среди уцелевших исторических зданий — Английский двор XV века в Зарядье, самое старое «многоэтажное здание» древней столицы — сушило Симонова монастыря, а также дом Фёдора Растопчина. В результате отступления, по подсчётам историков, сгорело две трети построек: из 2567 каменных домов сгорело около двухсот, а из 6591 деревянных уцелело порядка 250. Кроме того, в огне пострадали 122 храма, 8251 складское и торговое помещение. Общий ущерб от городских разрушений был оценён в 320 миллионов рублей. По масштабам реконструкции этот проект сравнивают с возведением Петербурга в XVIII веке.
11 июля 1834 года в Лефортово случился сильный пожар. Пламя вспыхнуло в Семёновской слободе, распространилось по всей округе и перекинулось на Рогожскую слободу. В результате пожара сгорело около 150 зданий и несколько церквей. Этот пожар описал в «Былое и думы» Александр Герцен:
Я вышел, не желая его обидеть, на террасу — и обомлел. Целый полукруг домов пылал, точно будто все они загорелись в одно время. Пожар разрастался с невероятной скоростью. Я остался на террасе. Камердинер смотрел с каким-то нервным удовольствием на пожар, приговаривая: «Славно забирает, вот и этот дом направо загорится, непременно загорится». Пожар имеет в себе что-то революционное, он смеется над собственностью, нивелирует состояния.
В течение последующих пяти месяцев Москву неоднократно поджигали. В донесении Святейшему Синоду в конце августа 1834 года московский митрополит Филарет писал: «При продолжительной в Москве и окрестностях засухе часты пожары, из коих два в Москве были особенно велики. В первый из них, бывший июля 12 дня, была в опасности церковь Петропавловская, что в Лефортове, но по благости Божией сохранилась, тогда как приход ея, кроме малаго остатка, выгорел и домы причта сгорели». 26 августа в его письме Екатерине Новосильцевой сообщалось: «С 13-го дня, в которое был сей пожар, духовныя места Бог милует: а во многих домах загорелось. Много подкидывается записок, угрожающих пожаром. В такой записке, подкинутой на дверь зачатейского дьякона, между прочим, сказано: мы не виноваты, нам велели зажигать, теперь назначено с вашей стороны».
К середине века общегородские пожары в Москве стали редкими, однако локальные возгорания происходили регулярно. 11 марта 1853 года огонь охватил здание Большого театра, заново отстроенное после пожара 1812-го. Возгорание началось в столярной мастерской во время репетиции. В новое здание встроили противопожарный занавес, внутренний водопровод и установили дежурство, однако эта система функционировала только во время спектаклей. Когда пожарные команды города прибыли, огонь охватил весь театр. Пожарные не располагали достаточной техникой и силами, чтобы бороться с пожаром такого масштаба. В течение нескольких часов выгорели все внутренние помещения, сохранились портик здания и колесница с четвёркой лошадей над ним. Огонь спалил костюмы, декорации и большую нотную библиотеку.
2 июля 1862 года в Рогожской слободе случился сильный пожар, длившийся трое суток. От одного из домов загорелись Воронья, Тележная, 2-я и 3-я Рогожские улицы. В общей сложности от огня пострадали 165 построек. Распространению огня способствовали жара и сильный ветер. От пожара занялся соседний склад с дёгтем, от которого поднялся удушливый дым. Жителей Рогожской слободы и соседних местностей охватила паника. В слободу приехали воинские и пожарные части, высшее начальство и московский генерал-губернатор. О пожарах 1880-х годов вспоминал известный москвовед и журналист Владимир Гиляровский:
Я помню одно необычайно сухое лето в 1880-е годы, когда в один день было 14 пожаров, из которых два — сбор всех пожарных частей. Горели Зарядье и Рогожская слобода почти в одно и то же время. <…> И когда с каланчи, чуть заметив пожар, дежурный звонил за веревку в сигнальный колокол, пожарные выбегали иногда в еще непросохшем платье. Пожарный обоз представлял собой: на четверках — багры, на тройке — пожарная машина, а на парах — вереница бочек с водой. А впереди, зверски дудя в медную трубу, мчится верховой с горящим факелом.

## XX век

Пожар Московского императорского Малого театра и Александровского пассажа 2 мая 1914 года

В XX веке происходила активная механизация противопожарной службы. Пожарные команды могли прибывать ближе к месту возгорания с помощью железной дороги. В 1911 году при тушении пожаров стали использоваться химические огнетушители фирмы «Минимакс». В 1916-м было существовало 13 автомобилей, часть из которых оборудовали насосами.
Ночью 14 декабря 1901 года пожар вспыхнул в недавно возведённом здании гостиницы «Метрополь», которую из-за её грандиозности называли в народе «вавилонской башней». Сигнал об опасности пришёл по телеграфу, и спустя час на место прибыли 15 городских пожарных частей. У спасателей не было достаточно длинных лестниц, поэтому им пришлось собирать их из нескольких малярных. Крыша не выдержала огня, вместе с ней упало восемь пожарных, один из них погиб. За два дня пожара огонь погубил новые интерьеры, каркас здания серьёзно пострадал. Восстановлением и перепланировкой гостиницы занимался архитектор С. П. Галензовский.
Во время декабрьского восстания 1905 года в Москве практически полностью выгорела Пресня — один из пролетарских районов, его несколько раз поджигали и обстреливали артиллерией. В пожаре погибло много людей, были утеряны ценные бумаги, документы и оборудование. По сведениям историков, ущерб от пожара мог составлять миллион рублей. Многие учреждения и мануфактуры закрывались из-за огня, по словам очевидца, «идущие от Пресни говорят, что подожженные войсками фабрики, заводы и жилые дома никем не тушатся, жители бегут из горящих кварталов. В направлении Кудрина и Пресни весь день продолжались пожары. Ночью небо было охвачено огромным заревом. Точно француз на Москву нагрянул». 2 мая 1914 года вспыхнул Малый театр, это событие отображено в документальном фильме «Грандиозный пожар Московского императорского Малого театра и Александровского пассажа 2 мая». В тушении были задействованы паровые и новые моторные пожарные машины. Через несколько часов пламя начало угасать.
После революции в 1918 году в Москве было организовано Управление пожарной охраны Главного управления внутренних дел Мосгорисполкома. 17 апреля того же года советская власть выпустила декрет «Об организации государственных мер борьбы с огнём» — первый законодательный противопожарный акт, действие которого распространялось на всю страну. В 1932 году в стране начал действовать бесплатный телефон пожарной службы — 01, а также применялась пожарная сигнализация.
В 1930-х годах в Москве строились новые пожарные части, расширялась водопроводная сеть, устанавливались пожарные гидранты на улицах.
25 февраля 1977 года произошёл пожар в здании гостиницы «Россия» в Москве. Пламя возникло на верхних этажах северного корпуса гостиницы и охватило площадь порядка 3000 м². От выхода оказались заблокированными не менее 250 посетителей VIP-зала на 17-м и 22-м этажах. По различным данным, в тушении принимали участие полторы тысячи пожарных и более ста единиц спецтехники. Из горящего здания были эвакуированы более тысячи человек. Эвакуация пострадавших осложнялась недостаточной длиной раздвижных лестниц. В результате возгорания погибли 42 (по другим данным — 43) человека, ещё 52 получили травмы и повреждения, несколько из которых позже скончались в больницах. Многие жертвы задохнулись в дыму или пострадали при падении с высоты. Согласно официальной версии, пожар случился из-за паяльника в помещении радиоузла. После трагедии 1977 года, крупнейшей в мире за XX столетие, начали разрабатываться новые правила пожарной безопасности для гостиниц, общежитий, кемпингов и других многонаселённых объектов. Особое внимание специалисты уделяли системе дымоудаления и сигнализации. Принятые через год правила предусматривали меры по предотвращению пожаров, описывали эвакуацию и обязанности персонала.
В ночь с 3 на 4 января 1979 года произошёл пожар на ТЭЦ-21. Мазут и дизельное топливо, разогретые до 140 градусов, под давлением 30 атмосфер хлынули из трубопровода диаметром 800 мм на работающий раскалённый котёл № 2. На тушении были задействованы 47 пожарных рот и 550 человек личного состава. Работало три оперативных штаба.
Крупный пожар произошёл 8-9 апреля 1985 года на Московском нефтеперерабатывающем заводе. В его тушении  было задействовано 117 пожарных автомобилей.
Несколько крупных пожаров произошли в 1993 году:
- 29 марта произошёл крупный пожар в высотном здании на проспекте Маршала Жукова. Пожар возник на 22 этаже и позднее распространился на верхние этажи. Погибли 5 жильцов, 11 пожарных пострадали. В СМИ отмечалось, что ситуацию усугубило отсутствие пожарных вертолётов и подъёмника, способного достичь верхних этажей[261][262].
- 24 июня на Дмитровском шоссе в результате столкновения бензовоза с грузовиком вспыхнул пожар, объявший пламенем два остановившихся рядом троллейбуса. 10 человек погибли сразу, ещё двое скончались в больницах[263][264].
- 3—4 октября во время штурма Белого дома после нескольких залпов на 12-м и 13-м этажах здания начался пожар. Площадь Свободной России была задымлена: помимо парламента, здесь горели подожжённые автопокрышки, баррикады и поливальные машины[265].

В 1990-е произошло несколько значительных возгораний в общежитиях московских вузов:
- В пожаре 4 июня 1995 года погибло четыре студента РУДН.
- 16 марта 1998 года в общежитии Института нефти и газа один человек погиб, шесть получили ожоги и травмы[266][267].
- Пожар 19 декабря 1999 года в общежитии МГУ на улице Кравченко стал причиной гибели 12 человек, ещё восемь получили травмы и ожоги[268].

В 1990-е годы Москва стала закупать пожарные вертолёты. 12 марта 1994 года состоялось их первое применение на учениях.
25 февраля 1996 года произошёл крупный пожар на Московском шинном заводе.
25 марта 1998 года произошёл крупный пожар на Московском нефтеперерабатывающем заводе.
5 апреля 1999 года в административном здании Министерства транспорта РФ на Софийской набережной вспыхнул крупнейший с начала года пожар. Ему был присвоен пятый номер сложности. Правое крыло здания выгорело полностью, на площади 800 кв м обрушились перекрытия. В тушении пожара принимали участие 102 пожарных экипажа и специальный вертолет. Пострадали несколько пожарных.
27 августа 2000 года пожар случился на Останкинской телебашне, его причиной стало короткое замыкание. В здании были повреждены электро- и водоснабжение, вентиляция, связь, сигнализация и другие системы. При обрушении лифта погибло три человека. На протяжении недели было нарушено телевещание на территории Москвы и области. После возгорания башню полностью реконструировали.

## XXI век

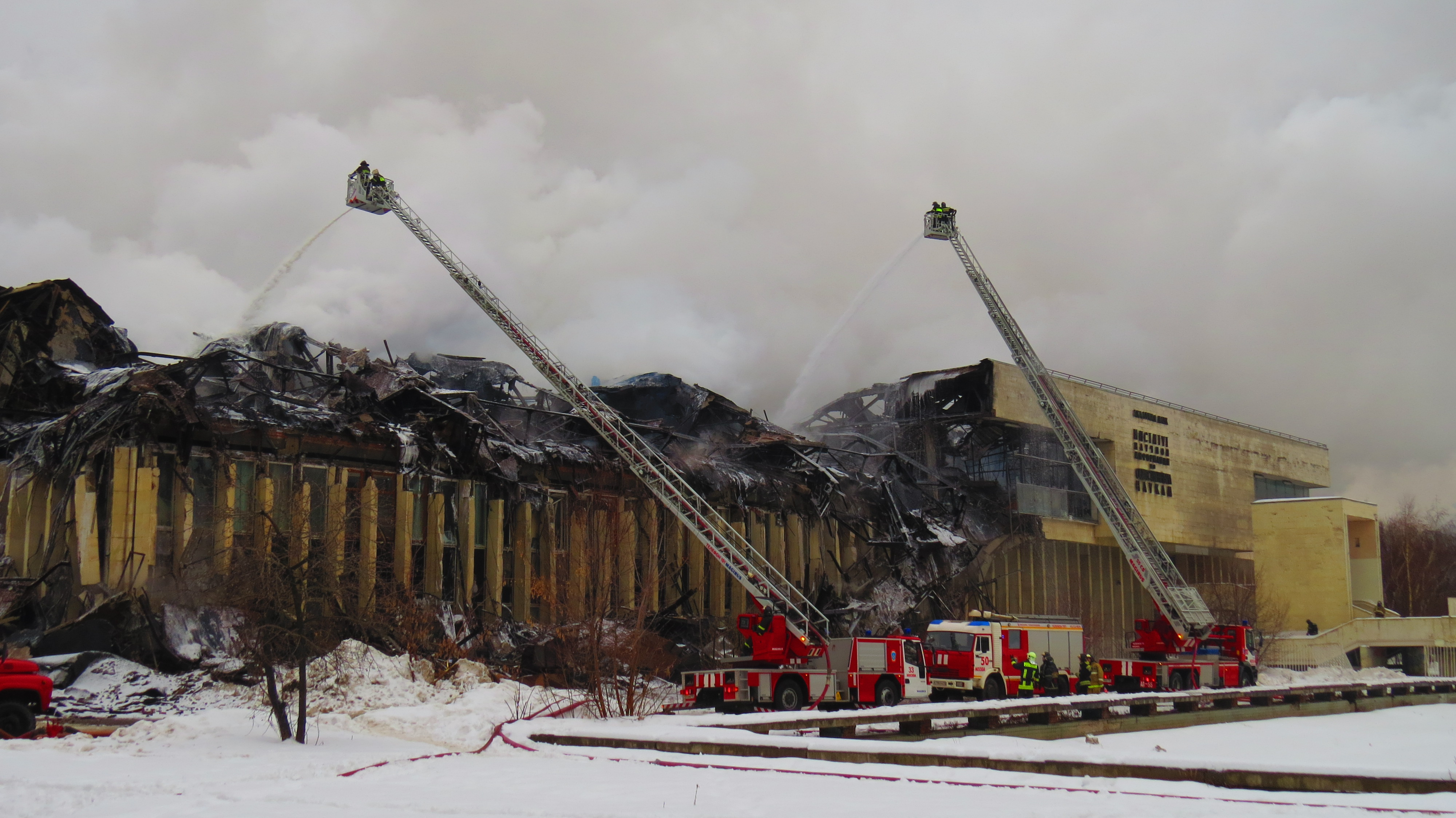
Последствия пожара в ИНИОН РАН, 2015 год

Статистика московских пожаров показывает, что в XXI веке их число не уменьшилось по сравнению с предшествующим столетием. Помимо многоэтажных жилых домов, пожары возникают в местах массового скопления людей с малым количеством выходов: торговых центрах, интернатах и домах престарелых и больницах. Возросло количество пожаров в высотных домах, в том числе произошло несколько возгораний на верхних этажах небоскрёбов Москва-Сити. В 2003 году был создан «Московский авиационный центр», призванные участвовать в ликвидации особо крупных пожаров.

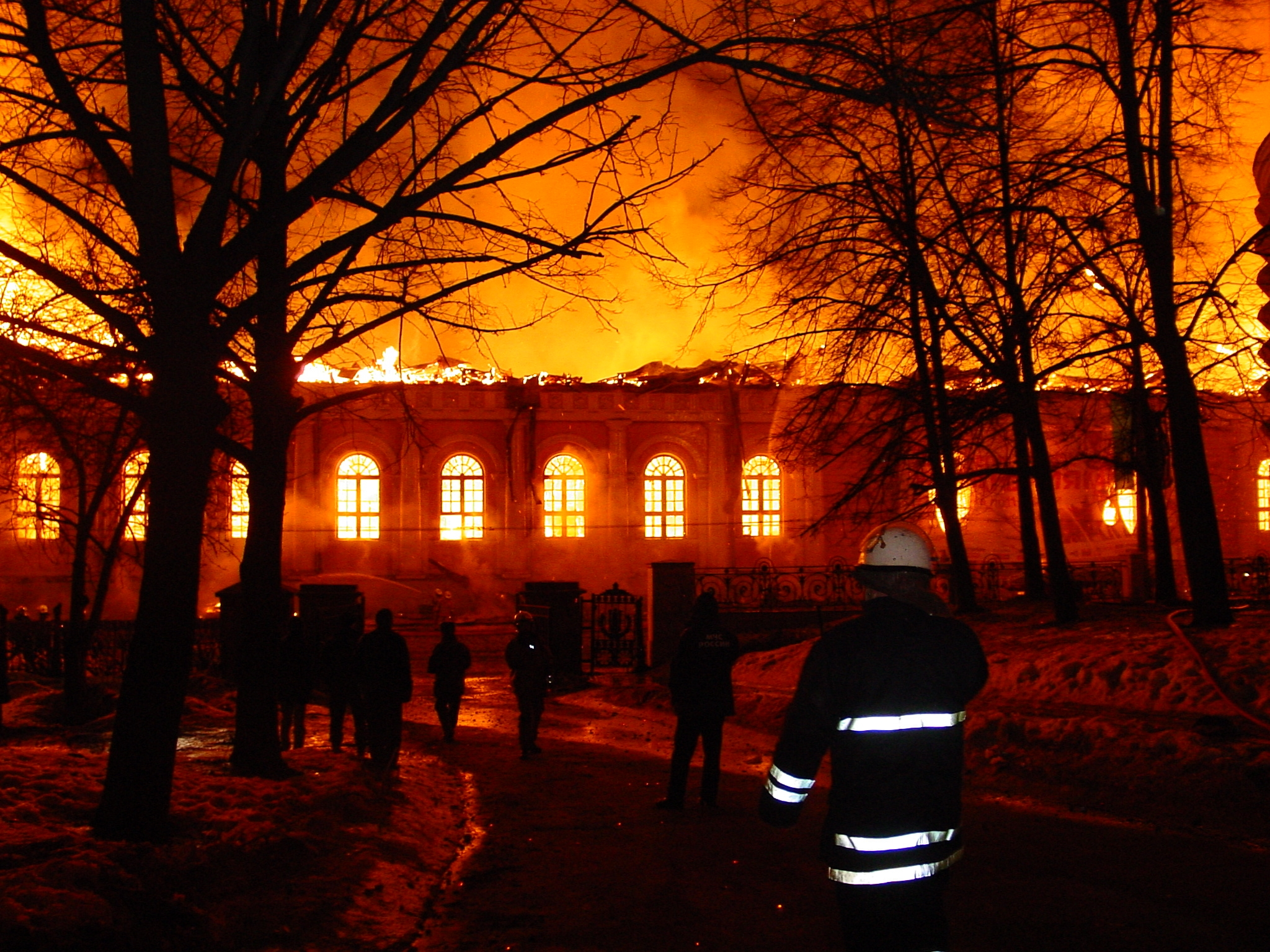
Пожар Манежа, 2004 год

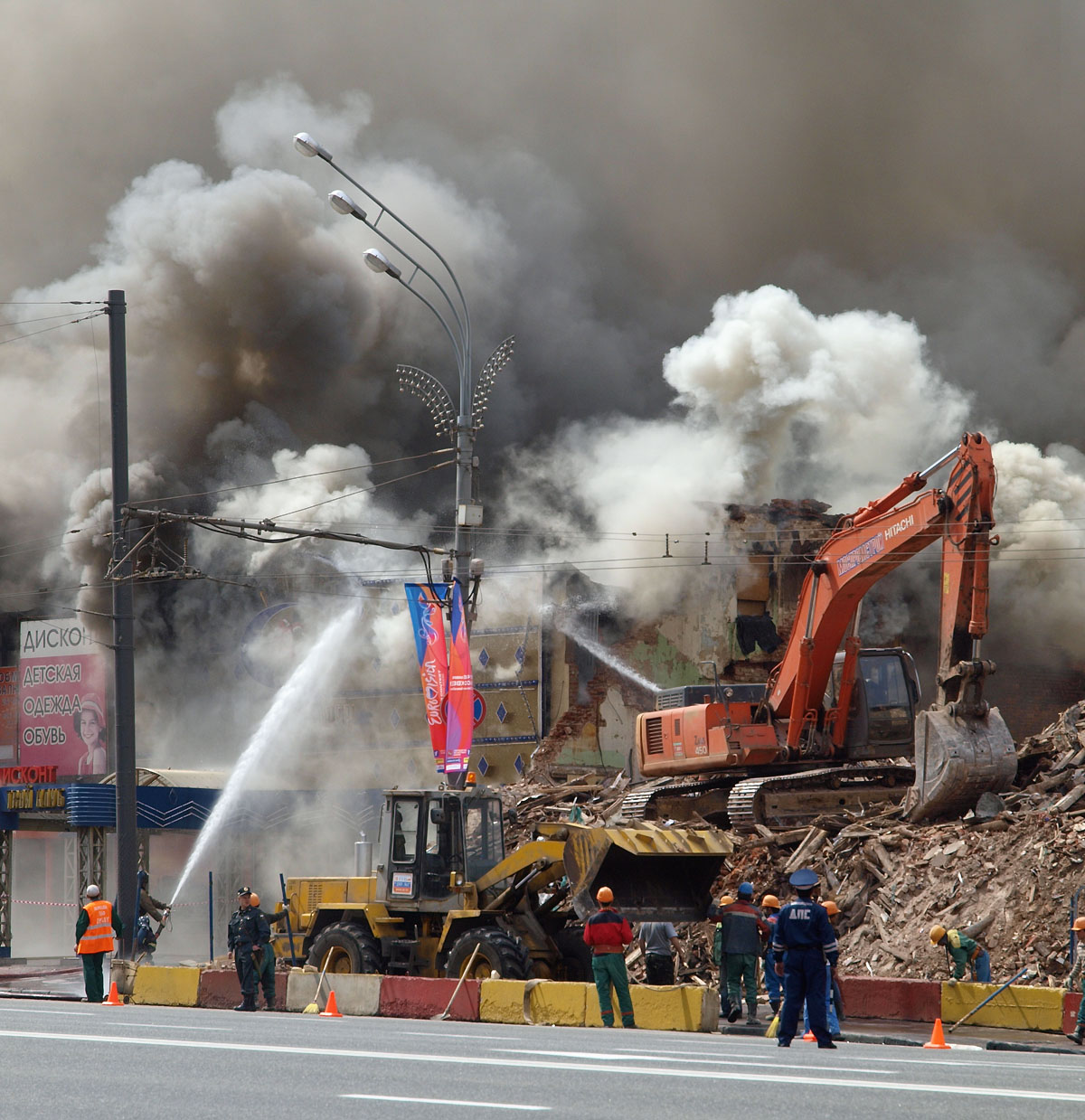
Пожар на Смоленской площади в 2011 году

Хроники наиболее крупных пожаров отображаются в прессе.
| Дата             | Место                                                              | Описание |
| ---------------- | ------------------------------------------------------------------ | --- |
| 28 ноября 2001   | Московский шинный завод                                            | Площадь возгорания в одном из цехов завода составила более 150 м², огнём было охвачено 5 т каучука. На месте работали 20 пожарных расчетов, которым удалось локализовать огонь за 2 часа. |
| 12 мая 2003      | ЖК «Алые паруса»                                                   | Пожар произошёл в строящимся подземном гараже ЖК «Алые паруса» на Авиационной улице. Огонь охватил около 400 м². Пожар второй категории сложности возник из-за несоблюдения техники безопасности и привёл к гибели десяти человек.                                                                |
| 24 ноября 2003   | общежитие РУДН                                                     | Площадь возгорания в общежитии на улице Миклухо-Маклая превысила 1000 м². Погибли 42 человека, более 180 студентов получили травмы и ожоги. |
| 14 марта 2004    | Манеж                                                              | В день президентских выборов, практически полностью сгорел Манеж. При тушении погибло двое пожарных, ещё двое получили травмы. |
| 26 марта 2005    | Выставочный центр «Вернисаж» (Измайлово)                           | Огонь охватил более 10 тысяч м². Пожар пятой категории сложности тушили около 30 пожарных расчётов, МЧС и пожарный вертолёт. Было двое пострадавших с травмами и ожогами и одна погибшая от угарного газа.                                                                                        |
| 7 мая 2005       | «Серп и Молот»                                                     | Огонь охватил площадь 5000 м² и вызвал частичное обрушение крыши здания. Специалисты присвоили пожару третью категорию сложности. В тушении принимали участие 50 расчётов и четыре пожарных вертолёта под личным руководством министра по чрезвычайным ситуациям Сергея Шойгу.                    |
| 14 мая 2006      | Склад на Чермянском проезде                                        | Пожар, вызванный замыканием электропроводки, охватил 12 тысяч м² склада с аптечной продукцией на северо-востоке города. Погиб один человек. |
| 9 декабря 2006   | Наркологическая больница № 17 на Болотниковской улице              | Из-за поджога случился пожар в наркологической больнице № 17 на Болотниковской улице. При малой площади — всего 100 м² — огонь унёс жизни 45 человек. Из-за сильной задымлённости многие пациенты отравились дымом во сне, а медработники оказались отрезанными от выходов и выпрыгивали из окон. |
| 25 марта 2007    | Клуб «911»                                                         | От спиртовой жидкости для фаер-шоу загорелся ночной клуб «911» на Малой Дмитровке, из-за чего 10 человек погибли, ещё восемь были госпитализированы. |
| 2 октября 2007   | Институт государственного и корпоративного управления              | Во время занятий загорелся неиспользуемый кабинет, пожар занял 1500 м², на тушение было вызвано 50 расчётов и два вертолёта. Всего погибло девять студентов и более полусотни получили различные травмы                                                                                           |
| 7 февраля 2008   | клуб «Дягилев»                                                     | Из-за короткого замыкания сгорел клуб «Дягилев» в саду «Эрмитаж». |
| 31 марта 2009    | Московский авиационный институт                                    | Пожар высшей категории опасности на 4000 м² без пострадавших произошёл в техническом здании Московского авиационного института. |
| 15 июля 2010     | Художественный центр имени Игоря Грабаря                           | Площадь пожара — 2000 м². Из горящего здания были эвакуированы люди, спасены многие картины, иконы и другие произведения искусства. Во время тушения погибли двое пожарных. |
| 28 декабря 2010  | Мебельный склад на Чермянском проезде                              | Площадь пожара — 7000 м². |
| 4 марта 2012     | Склад в районе Южного порта.                                       | Сотрудники МЧС потушили более 5000 м² за восемь часов. |
| 3 апреля 2012    | Качаловский рынок                                                  | Огонь вспыхнул в пристройке к ангару Качаловского рынка на Варшавском шоссе, погибли 17 рабочих. |
| 12 августа 2014  | «Серп и Молот»                                                     | У административного здания площадью 2500 м² обрушилась крыша. |
| 30 января 2015   | Библиотека ИНИОН РАН                                               | Огонь охватил 2000 м² и длился более суток, у здания обвалилась крыша и разрушилось левое крыло. Обошлось без человеческих жертв, однако в пожаре было утрачено 5 млн изданий из 14,2 млн фонда библиотеки, многие из которых были в единственном экземпляре.                                     |
| 10 декабря 2015  | Cклад бытовой химии Тушинского машиностроительного завода.         | Огонь поразил 15 тысяч м², для борьбы с ним было отправлено 232 человека и 74 единицы техники. Обошлось без пострадавших. Этот пожар иногда называют одним из самых сильных в недавней истории Москвы.                                                                                            |
| 30 января 2016   | Швейный цех на Стромынке                                           | Погибли 12 человек, включая маленького ребёнка. |
| 3 апреля 2016    | Административный корпус старого здания Министерства обороны России | Возгорание ликвидировали в течение девяти часов, в общей сложности в работах участвовало 235 пожарных. Официальной причиной возгорания было названо замыкание проводки. |
| 22 сентября 2016 | Складе пластмассовой продукции на Амурской улице                   | Пожар длился около суток. При тушении погибли восемь пожарных, посмертно получивших ордена Мужества. |
| 10 июля 2017     | ТЦ «РИО» на Дмитровском шоссе                                      | Площадь возгорания составила 1000 м². Были эвакуированы более 3 тысячи человек. 18 человек пострадали. |
| 9 сентября 2017  | Neva Towers                                                        | Загорелась строительная площадка небоскрёба Neva Towers в «Москва-Сити», пожар был быстро потушен. |
| 9 октября 2017   | ТЦ «Синдика»                                                       | Пожар возник на крупном строительном рынке на внешней стороне 65-км МКАД вблизи района Строгино (территориально — Московская область). Площадь пожара — 55000 м². Пострадали 3 человека. Пожар был назван крупнейшим в истории современной России.                                                |
| 4 февраля 2019   | Жилой дом на Никитском бульваре                                    | Пожар произошёл ночью в элитном историческом доме, где жили артисты и деятели культуры. Погибли 8 человек. |
| 8 апреля 2020    | Дом престарелых «Третий возраст»                                   | При пожаре в частном доме для престарелых на 3-й Мякининской улице погибли 5 человек, 16 пострадали. |
| 22 июля 2022     | Хостел на Алма-Атинской улице                                      | Погибли 8 человек, 6 пострадали. |
| 20 ноября 2022   | Склад на Комсомольской площади                                     | Крупный пожар на цветочном складе в районе площади Трёх Вокзалов. Погибли 7 человек. Общая площадь возгорания составила 2,5 тыс. кв. м. |
| 21 февраля 2023  | Гостиница МКМ                                                      | Погибли 7 человек, 11 пострадали. |